# 6-Stunden-Rennen von Brands Hatch 1968

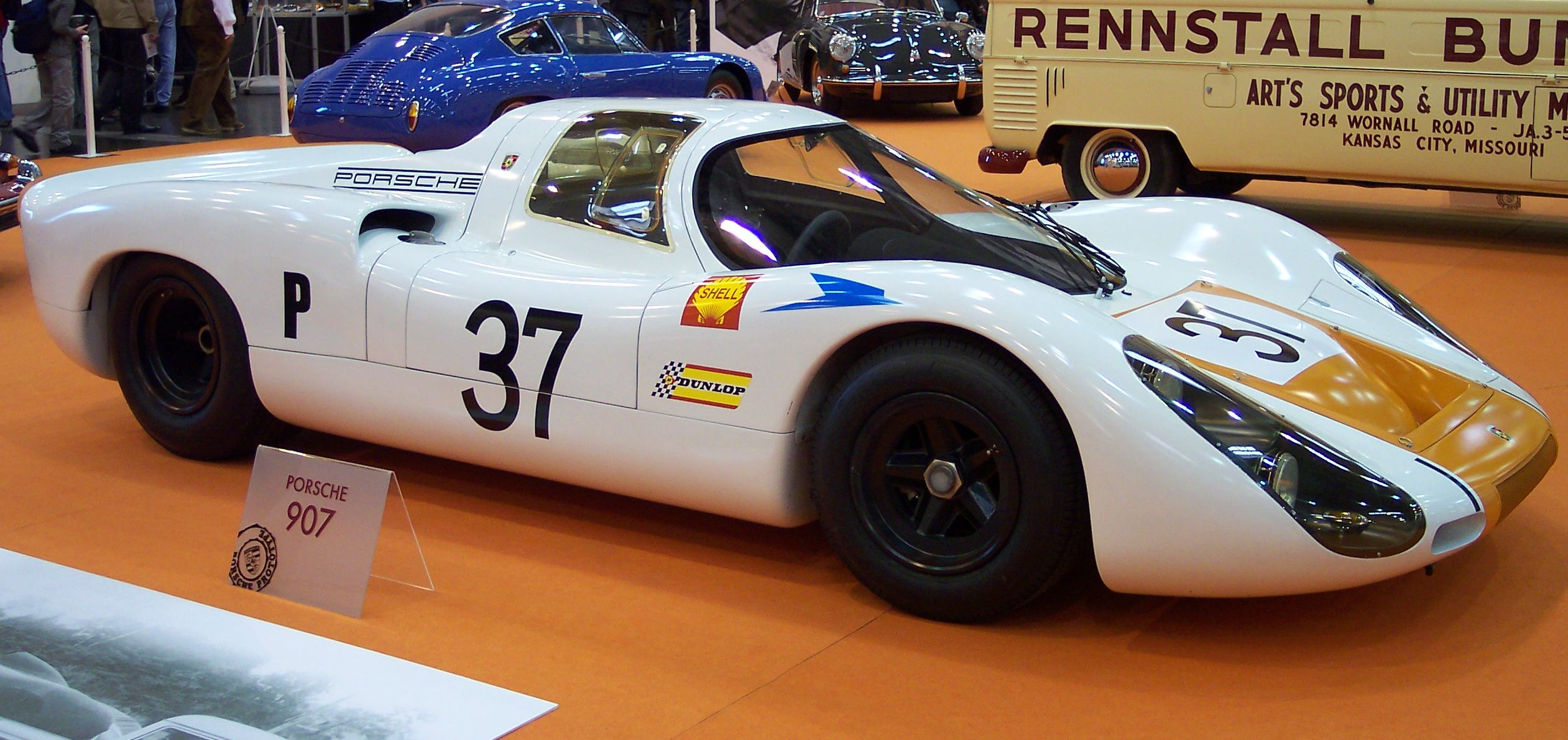
Der nach einem Bremsdefekt ausgefallene Porsche 907 von Jo Siffert und Hans Herrmann mit der Originalstartnummer 37

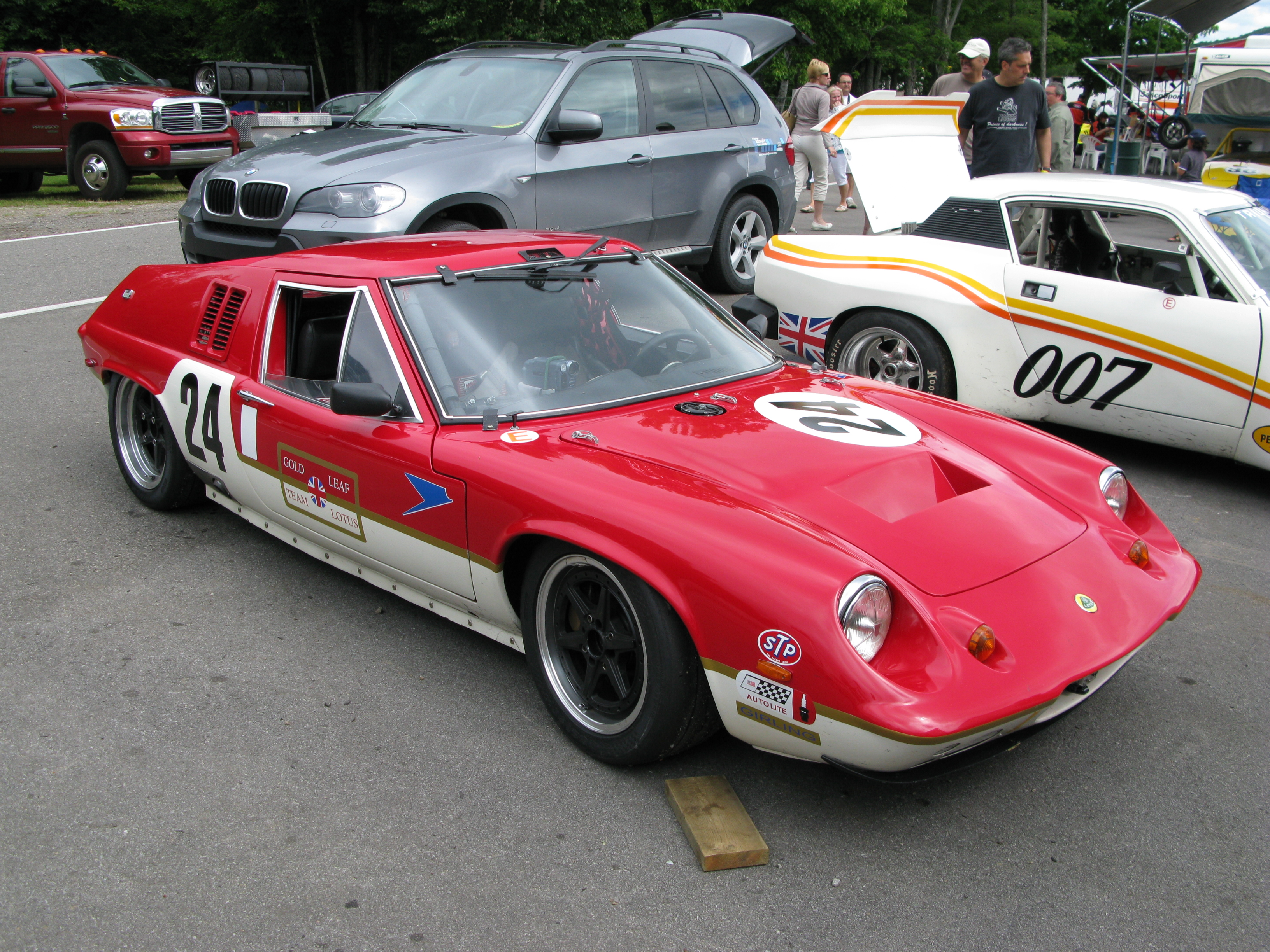
Startnummer 24; Werks-Lotus 47 von Jackie Oliver und John Miles. Rang 10 im Schlussklassement und Klassensieg

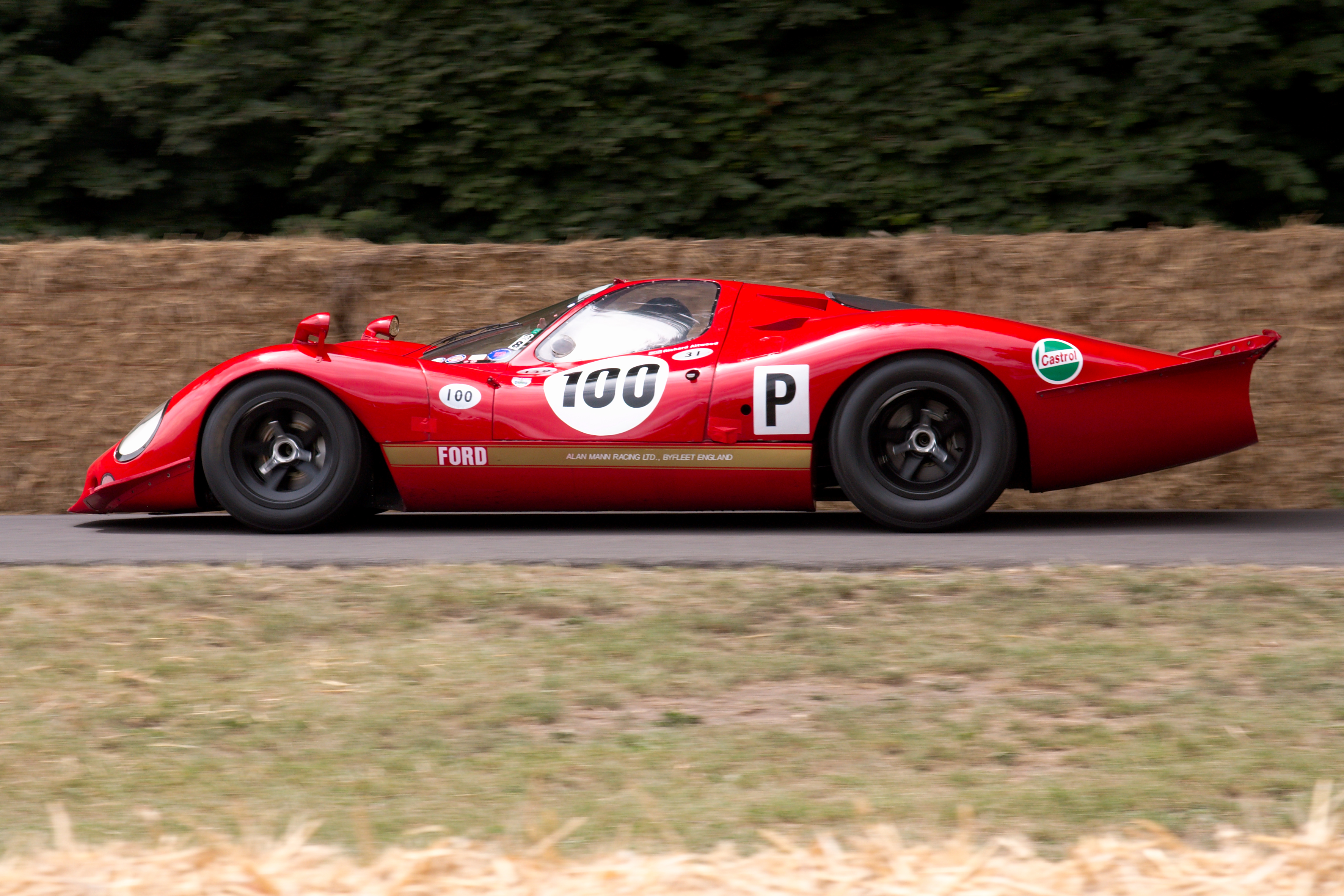
Der Ford F3L P68 gab in Brands Hatch sein Renndebüt

Das 6-Stunden-Rennen von Brands Hatch 1968, auch BOAC International 500 World Championship Sports Car Race, Brands Hatch, fand am 7. April in Brands Hatch statt und war der dritte Wertungslauf der Sportwagen-Weltmeisterschaft dieses Jahres.

## Vor dem Rennen
Beim 6-Stunden-Rennen von Brands Hatch fand das Duell zwischen der Werksmannschaft von Porsche und der Rennmannschaft von John Wyer seine Fortsetzung. Beim Saisoneröffnungsrennen, dem 24-Stunden-Rennen von Daytona, siegte Porsche mit fünf Fahrern, die sich das Cockpit des Siegerwagens teilten: Vic Elford, Jochen Neerpasch, Rolf Stommelen, Joseph Siffert und Hans Herrmann. Auch beim zweiten Wertungslauf, dem 12-Stunden-Rennen von Sebring, blieb Porsche erfolgreich. Siffert und Herrmann gewannen im Porsche 907 2.2.

## Das Rennen
Zur Rennveranstaltung nach Brands Hatch reiste Porsche unter der Leitung von Fritz Huschke von Hanstein mit vier 907, drei Einsatzwagen und einem Reservefahrzeug, an. Die Fahrerpaarungen waren Gerhard Mitter/Ludovico Scarfiotti, Vic Elford/Jochen Neerpasch sowie Jo Siffert/Hans Herrmann. Auch Alfa Romeo meldete über die Werksmannschaft Autodelta drei Einsatz- und einen Ersatzwagen in der P 2.0-Klasse. Gefahren wurden die Alfa Romeo T33/2 von Nanni Galli, Giancarlo Baghetti, Lucien Bianchi, Udo Schütz, Richard Attwood und Nino Vaccarella.
Fünf Ford GT40 waren am Start, darunter der Gulf- J. W. Automotive Engineering-Wagen für Jacky Ickx und Brian Redman. Paul Hawkins und David Hobbs pilotierten den im Besitz von Hawkins befindlichen rot lackierten GT40, Baujahr 1967, mit breiteren Reifen als die restlichen Modelle und einem neuen Zylinderkopf von Ford. Der Wagen von Mike Salmon und David Piper hatte einen neuen 4,7-Liter-V8-Motor von Ford mit einem Weslake-Zylinderkopf. Sein Renndebüt gab der Ford F3L P68. Len Bailey entwickelte den Wagen für Alan Mann Racing. Der flache Wagen hatte einem sehr geringen Luftwiderstand und erreichte bei Testfahrten eine Höchstgeschwindigkeit von 350 km/h. Die teilweise mittragende Aluminiumkarosserie war mit einem aus Leichtmetallblechen verschweißten und vernieteten Rahmen verbunden. Bug- und Heckhaube ließen sich vollständig hochklappen, sodass alle Aggregate leicht zugänglich waren. Das Leergewicht des Wagens lag bei etwa 670 kg. Die Bremsscheiben mit einem Durchmesser von 30 cm waren seitlich der 15-Zoll-Felgen und nicht in den Radschüsseln platziert, um die Kühlluft besser heranführen zu können. Als Motor kam der aus der Formel 1 stammende V8-DFV-Motor von Cosworth zum Einsatz. Ursprünglich war Jim Clark als einer der Fahrer vorgesehen. Clark ging jedoch für seinen Arbeitgeber Lotus bei einem Formel-2-Rennen auf dem Hockenheimring an den Start, weil das sein Reifenvertrag mit Firestone notwendig machte (auch Graham Hill musste aus diesem Grund absagen) und verunglückte dort am Tag, an dem das Rennen in Brands Hatch ausgefahren wurde, mit einem Lotus 48 tödlich. Alan Mann meldete Bruce McLaren, Mike Spence, Jack Brabham und Denis Hulme. Am Freitag vor dem Rennen musste auch Brabham kurzfristig absagen. Diesmal verhinderte ein Vertrag mit einem Mineralöl-Unternehmen den Einsatz. Als Ersatzmann sprang Jochen Rindt ein. Hulme kam überhaupt nicht zum Fahren, da der Wagen von Mike Spence und Jochen Rindt im ersten Training einen Motorschaden hatte und Spence daraufhin zu Bruce McLaren wechselte, an dessen Seite Hulme hätte fahren sollen.
Im Training überraschte Bruce McLaren im Ford mit der zweitbesten Rundenzeit. Schnellster war Jo Siffert im Porsche, der für seine beste Runde 1:34,600 Minuten benötigte, was einer Durchschnittsgeschwindigkeit von 162,296 km/h entsprach. Während Siffert im Porsche von der Pole-Position weg den besten Start hatte, verhinderte McLaren einen Frühstart durch Treten der Kupplung, wodurch er an die fünfte Stelle zurückfiel. Rasch gelang es McLaren jedoch, die vor ihm liegenden Fahrzeuge zu überholen und zu Siffert aufzuschließen. Die höhere Endgeschwindigkeit des Ford nutzend ging er beim Überrunden langsamerer Fahrzeuge auch an Siffert vorbei in Führung. Nach einer Stunde Renndauer führte McLaren mit knappem Vorsprung auf die beiden Porsche von Siffert und Mitter. Bei der Überrundung von Joakim Bonnier im Lola T70 Mk. 3 GT überholten die Porsche-Piloten McLaren, der auf den dritten Rang zurückfiel. Erneut gelang es McLaren, sich die Führung zu erkämpfen. Nach 1 ½ Stunden Fahrzeit übergab McLaren den Ford an Mike Spence, der wenig später mit einem Defekt an der Antriebswelle ausrollte.
Neue Gegner der Porsche erwuchsen in den GT40 von Ickx/Redman und Hawkins/Hobbs. Das Duell dauerte bis zum Rennende und wurde durch die schnellere Arbeit der Wyer-Boxenmannschaft und den Ausfall des Siffert/Herrmann-Porsche wegen eines Bremsdefektes mitentschieden. Im Ziel hatte Jacky Ickx einen Vorsprung von 22 Sekunden auf den bestplatzierten Porsche, der von Ludovico Scarfiotti gefahren wurde.
Obwohl bereits am Nachmittag die Nachricht vom Todesturz Jim Clarks im Fahrerlager und der Boxengasse bekannt wurde, fuhr der Werks-Lotus 47 von Jackie Oliver und John Miles weiter. Das Team erreichte den zehnten Gesamtrang und den Sieg in der Sportwagenklasse bis 2 Liter Hubraum.

## Ergebnisse

### Schlussklassement
| 1               | S 5.0 | 4  | J. W. Automotive Engineering          | Jacky Ickx Brian Redman            | Ford GT40             | 218 |
| 2               | P 3.0 | 38 | Porsche System Engineering            | Gerhard Mitter Ludovico Scarfiotti | Porsche 907 2.2       | 218 |
| 3               | P 3.0 | 36 | Porsche System Engineering            | Vic Elford Jochen Neerpasch        | Porsche 907 2.2       | 216 |
| 4               | S 5.0 | 5  | Paul Hawkins                          | Paul Hawkins David Hobbs           | Ford GT40             | 210 |
| 5               | S 5.0 | 9  | David Piper                           | Pedro Rodríguez Roy Pierpoint      | Ferrari 250LM         | 209 |
| 6               | S 5.0 | 2  | Ecurie Bonnier                        | Jo Bonnier Sten Axelsson           | Lola T70 Mk.3 GT      | 207 |
| 7               | P 2.0 | 45 | Squadra Tartaruga                     | Rico Steinemann Dieter Spoerry     | Porsche 910           | 207 |
| 8               | P 2.0 | 47 | Chevron Cars                          | Brian Classic Digby Martland       | Chevron B8            | 206 |
| 9               | P 2.0 | 53 | Valvoline Racing Team                 | Rudi Lins Karl Foitek              | Porsche 910           | 206 |
| 10              | S 2.0 | 24 | Gold Leaf Team Lotus                  | Jackie Oliver John Miles           | Lotus 47              | 202 |
| 11              | S 5.0 | 6  | Strathaven Ltd.                       | Mike Salmon David Piper            | Ford GT40             | 200 |
| 12              | S 2.0 | 21 | William Bradley                       | Eric Liddell William Bradley       | Porsche 906           | 200 |
| 13              | P 2.0 | 41 | Fawdington & Ramsay                   | Andrew Hedges Julian Sutton        | Lotus 47              | 200 |
| 14              | P 2.0 | 44 | Autodelta SpA                         | Nanni Galli Giancarlo Baghetti     | Alfa Romeo T33/2      | 198 |
| 15              | S 5.0 | 10 | Paul Vestey                           | Roy Pike Paul Vestey               | Ferrari 250LM         | 196 |
| 16              | S 2.0 | 28 | Mefco Racing Opposite Lock Club       | Martin Hone John Harris John Hine  | Porsche 906           | 195 |
| 17              | P 2.0 | 50 | Chevron Cars                          | John Lepp John Bridges             | Chevron B8            | 188 |
| 18              | S 5.0 | 3  | Jackie Epstein                        | Jackie Epstein Edward Nelson       | Lola T70 Mk.3 GT      | 183 |
| 19              | S 2.0 | 22 | Mike de Udy                           | Mario Cabral Jacques Duval         | Porsche 906           | 183 |
| 20              | P 2.0 | 42 | Autodelta SpA                         | Richard Attwood Nino Vaccarella    | Alfa Romeo T33/2      | 169 |
| 21              | S 2.0 | 23 | Autodelta SpA                         | Chris Ashmore Jeff Edmonds         | Porsche 906           | 154 |
| 22              | S 2.0 | 29 | Jeremy Delmar-Morgan                  | Jeremy Delmar-Morgan Mike Walton   | Porsche 906           | 151 |
| Disqualifiziert |       |    |                                       |                                    |                       |     |
| 23              | P 2.0 | 48 | A. G. Dean Racing                     | Tony Dean Mike Beckwith            | Ferrari Dino 206S     | 127 |
| Ausgefallen     |       |    |                                       |                                    |                       |     |
| 24              | P 2.0 | 43 | Autodelta SpA                         | Lucien Bianchi Udo Schütz          | Alfa Romeo T33/2      | 125 |
| 25              | P 3.0 | 37 | Porsche System Engineering            | Jo Siffert Hans Herrmann           | Porsche 907 2.2       | 106 |
| 26              | S 5.0 | 8  | Terry Drury                           | Terry Drury Keith Holland          | Ford GT40             | 91  |
| 27              | P 2.0 | 46 | Ben Pon                               | Gijs van Lennep Ben Pon            | Porsche 910           | 91  |
| 28              | S 5.0 | 1  | Sid Taylor Racing Steering Wheel Club | Dave Charlton Craig Fisher         | Lola T70 Mk.3 GT      | 69  |
| 29              | P 3.0 | 34 | Alan Mann Racing                      | Bruce McLaren Mike Spence          | Ford F3L P68          | 66  |
| 30              | S 2.0 | 27 | Julian Hasler                         | Peter Jackson Geoff Oliver         | Lotus 47              | 42  |
| 31              | S 2.0 | 25 | Team Elite                            | Trevor Taylor Mike Budge           | Lotus 47              | 35  |
| 32              | P 2.0 | 49 | Nomad Cars                            | Tony Lanfranchi Mark Konig         | Nomad Mk.1            | 22  |
| 33              | S 5.0 | 7  | David Prophet Racing                  | David Prophet Richard Bond         | Ford GT40             | 19  |
| 34              | P 3.0 | 35 | Howmet Corporation                    | Dick Thompson Hugh Dibley          | Howmet TX Continental | 7   |
| 35              | S 2.0 | 26 | Chris Barber                          | John Hine Mike Crabtree            | Lotus 47              | 1   |
| Nicht gestartet |       |    |                                       |                                    |                       |     |
| 36              | S 5.0 | 12 | Peter Clarke                          | Peter Clarke Vic Walker            | Ferrari 250LM         | 1   |
| 37              | P 3.0 | 33 | Alan Mann Team                        | Jochen Rindt Mike Spence           | Ford F3L P68          | 2   |
| 38              | P 3.0 | T  | EPorsche System Engineering           | Jochen Neerpasch                   | Porsche 907           | 3   |
| 39              | P 2.0 | T  | Autodelta SpA                         |                                    | Alfa Romeo T33/2      | 4   |

1 nicht gestartet
2 Motorschaden im Training
3 Motorschaden im Training
4 Ersatzwagen

### Nur in der Meldeliste
Hier finden sich Teams, Fahrer und Fahrzeuge, die ursprünglich für das Rennen gemeldet waren, aber aus den unterschiedlichsten Gründen daran nicht teilnahmen.
| Pos. | Klasse | Nr. | Team                    | Fahrer                              | Chassis                     |
| ---- | ------ | --- | ----------------------- | ----------------------------------- | --------------------------- |
| 40   | P 3.0  | 31  | Alain de Cadenet        | Tommy Weber Alain de Cadenet        | Scodec-Diva Martin Valkyrie |
| 41   | P 3.0  | 32  | Derek Bennett           | John Woolfe Derek Bennett           | Chevron B12                 |
| 42   | P 3.0  | 39  | Racing Preparations     | John Markey                         | Chevron B8                  |
| 43   | P 2.0  | 51  | Christopher St. Quintin | Mac Daghorn Christopher St. Quintin | Abarth 1600 OT              |
| 44   | P 2.0  | 52  | Northumbria Racing      | John Blades Neil Corner             | Chevron B6                  |

### Klassensieger
| Klasse | Fahrer          | Fahrer              | Fahrzeug        | Platzierung im Gesamtklassement |
| ------ | --------------- | ------------------- | --------------- | ------------------------------- |
| P 3.0  | Gerhard Mitter  | Ludovico Scarfiotti | Porsche 907 2.2 | Rang 2                          |
| P 2.0  | Rico Steinemann | Dieter Spoerry      | Porsche 910     | Rang 7                          |
| S 5.0  | Jacky Ickx      | Brian Redman        | Ford GT40       | Gesamtsieg                      |
| S 2.0  | Jackie Oliver   | John Miles          | Lotus 47        | Rang 10                         |

### Renndaten
- Gemeldet: 44
- Gestartet: 35
- Gewertet: 22
- Rennklassen: 4
- Zuschauer: unbekannt
- Wetter am Renntag: warm und trocken
- Streckenlänge: 4,265 km
- Fahrzeit des Siegerteams: 6:01:13,000 Stunden
- Gesamtrunden des Siegerteams: 218
- Gesamtdistanz des Siegerteams: 929,718 km
- Siegerschnitt: 154,431 km/h
- Pole Position: Jo Siffert – Porsche 907 2.2 (#37) – 1:34,600 = 162,296 km/h
- Schnellste Rennrunde: unbekannt
- Rennserie: 3. Lauf zur Sportwagen-Weltmeisterschaft 1968
- Rennserie: 1. Lauf zur Britischen Sportwagen-Meisterschaft 1968